# Петриашвили, Гурам Мелентьевич
Гурам Мелентьевич Петриашвили (груз. გურამ პეტრიაშვილი; род. 16 мая 1942, Лентехи) — грузинский актёр и писатель.
Окончил механико-математический факультет Тбилисского государственного университета (1964), преподавал математику в школе, работал инженером. Затем окончил режиссёрский факультет Театрального института имени Руставели (1978), занимался в мастерской Тенгиза Абуладзе. На Тбилисской киностудии работал реквизитором, ассистентом режиссёра, телеоператором.
Дебютировал на экране в маленькой роли работника инфекционной службы в картине «Несколько интервью по личным вопросам» (1978). На протяжении последующих пятнадцати лет снялся ещё в десятке фильмов, в том числе в ленте «Голубые горы, или Неправдоподобная история» (1984, в роли мужа Беллы). Как режиссёр снял по собственным сценариям сказочные фильмы для детей «Почему свистит соловей» (груз. რად სტვენს ბულბული; 1980) и «Приключения Элли и Рару» (груз. ელისა და რარუს თავგადასავალი; 1986).
Одновременно занимался литературным творчеством. Автор многих детских книг, изданных как на грузинском языке, так и в переводах на русский, украинский, литовский языки, — среди них сказка «Грустный клоун» (груз. ნაღვლიანი კლოუნი) и цикл «Сказочные истории Маленького города» (груз. პატარა ქალაქის ზღაპრები). Выпустил также несколько стихотворных сборников.
В 1990—1991 гг. депутат Верховного Совета Грузинской ССР, избран в Тбилиси. В этом качестве 9 апреля 1991 года был среди тех, кто подписал Акт о восстановлении государственной независимости Грузии.